# أسداغي
أسداغي هي قرية في مقاطعة مرند، إيران. عدد سكان هذه القرية هو 576 في سنة 2006.